# Осте (остров)
Осте (исп. Isla Hoste) — остров в южной части архипелага Огненная Земля, пятый по площади остров Чили.

## География
Остров гористый, скалистый, береговая линия, особенно на юго-западе, сильно изрезана. Высота над уровнем моря высочайшей точки достигает 1402 метра. На юго-востоке Осте расположен узкий продолговатый полуостров Харди, на котором расположена самая южная точка острова — мыс Ложный Горн, расположенный в 56 км к северо-западу от настоящего. К северу от Осте расположен главный остров архипелага - Огненная Земля, с которым он разделён узкой и опасной западной частью пролива Бигля. К востоку через узкий пролив Мюррея расположен остров Наварино.
Как и вся чилийская часть архипелага, Осте административно относится к области Магальянес-и-ла-Антарктика-Чилена с центром в Пунта-Аренасе.
Омывается Тихим и Атлантическим океанами.

## Климат
Климат прохладный и ветреный. Среднемесячные температуры колеблются от +1 °С зимой до +9 °C летом (среднегодовая — около 5 °C). Погода пасмурная и ветреная, осадков выпадает 800—1000 мм в год равномерно в течение каждого месяца, в основном — в виде мелкого дождя или мороси. Юго-западная часть острова более прохладная, влажная и ветреная.

## Животные и растения
Остров внизу покрыт самыми южными в мире лесами и кустарниками (нотофагус антарктический, майтенус магелланский), в горах — тундра, на вершинах — ледники. На берегах в основном встречаются тюлени, магеллановые пингвины и бакланы.

## История
В 1882 году члены французского судна Romanche подробно исследовали берег острова. В конце XIX века на острове создано небольшое поселение из несколько семей, которые вскоре покинули остров. В 1970-х годах, во время обострения отношений Чили и Аргентины, в заливах укрывались военные корабли, но не создано какой-либо постоянной военной базы. В течение XX века предприняты попытки заселить остров. На острове часто высаживаются научные экспедиции, экстремалы на каяках и прочие искатели приключений. В конце XX века учёные стали более подробно изучать внутреннюю горную часть острова. В настоящее время большая часть острова (без полуострова Харди) входит в национальный парк Альберто де Агостини.

## Осте в искусстве
На острове Осте разворачивается действие романа Жюля Верна «Кораблекрушение „Джонатана“» (фр. Les Naufragés du «Jonathan»)